# Rovereto
Rovereto (niem. Rofereit) – miejscowość i gmina we Włoszech, w regionie Trydent-Górna Adyga, w prowincji Trydent.
Według danych na rok 2004 gminę zamieszkiwało 33 175 osób, 663,5 os./km².

## Zabytki

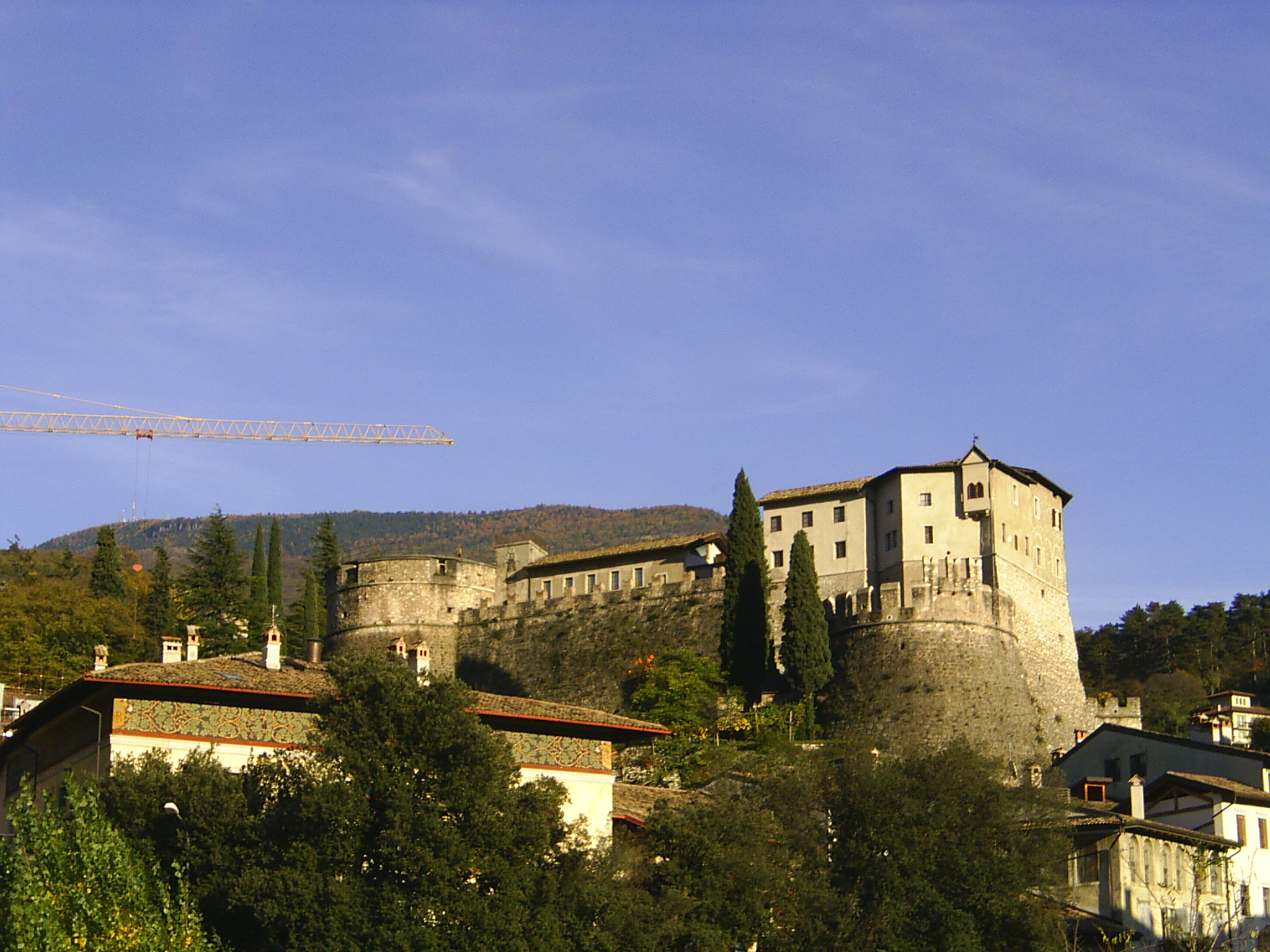
Zamek w Rovereto

- Zamek Rovereto – zbudowany podczas okupacji miasta przez Wenecjan w latach 1416–1509 na ruinach wcześniejszego zamku zbudowanego przez rodzinę Castelbarco w XIV wieku. Architektami zamku byli Giacomo Coltrino i Bartolomeo d’Alviano. Został zdobyty w roku 1487 po 37 dniach oblężenia przez arcyksięcia Austrii Zygmunta Habsburga. Krótko potem Republika Wenecka odbiła miasto z rąk austriackich. W roku 1509 twierdza przeszła w ręce Habsburgów. W XVII wieku zamek podupadł. Mieściło się tu wówczas więzienie i przytułek dla ubogich. W latach 1859–1918 był siedzibą dowództwa lokalnych wojsk austriackich. W roku 1915 zamek został poważnie uszkodzony w wyniku ostrzału przez włoską artylerię. Od roku 1920, po gruntownej renowacji, mieści muzeum – Museo Storico Italiano della Guerra.

## Urodzeni w Rovereto
- Lucia Recchia – włoska narciarka alpejska, wicemistrzyni świata.
- Cesare Benedetti – włosko-polski kolarz szosowy.

## Współpraca
- Bento Gonçalves, Brazylia
- Dolní Dobrouč, Czechy
- Forchheim, Niemcy
- Kufstein, Austria